# 波茨敦 (伊利諾伊州)
波茨敦（英語：Pottstown）是位於美國伊利諾伊州皮奧里亞縣的一個非建制地區。該地的面積和人口皆未知。

## 地理
波茨敦的座標為40°43′05″N 89°39′37″W / 40.71806°N 89.66028°W，而該地的平均海拔高度為147米（即482英尺）。